# Воронцова-Дашкова, Анна Ильинична
Графиня А́нна Ильи́нична Воронцо́ва-Да́шкова (урождённая княжна Чавчава́дзе, в первом браке — Мамацашвили или Мамадзе; 4 ноября 1891, Тифлис — 18 апреля 1941, Берлин) — французская модистка грузинского происхождения. После эмиграции из России работала светской манекенщицей в Доме моды «Chanel». В 1924 году основала собственный Дом мод «Имеди».

## Биография
Внучка князя Д. А. Чавчавадзе, дочь князя Ильи Давидовича (1860—1921) и Веры Александровны, урождённой княжны Вачнадзе. Имя свое девочка получила в честь бабки, светлейшей княжны Анны Ильиничны Грузинской (1828—1905), внучки царя Георгия XII.
Первым мужем княжны стал Иосиф (Осико) Мамацашвили, в браке с которым родились две дочери. Брак оказался неудачным и закончился разводом.
В 1916 году в Боржоми, где Анна Ильинична работала в больнице, она познакомилась с графом Александром Илларионовичем Воронцовым-Дашковым (1881—1938), сыном наместника на Кавказе графа Иллариона Ивановича Воронцова-Дашкова и его жены Елизаветы Андреевны, урождённой графини Шуваловой. 10 марта 1916 года в Петербурге в узком семейном кругу состоялось их бракосочетание. Елизавета Андреевна подарила молодым особняк на Моховой, но первый год совместной жизни оба супруга провели в действующей армии, где Анна Ильинична была сестрой милосердия. Лишь изредка она уезжала из отряда, чтобы навестить дочерей. В их доме, как и в прочих особняках Воронцовых-Дашковых, был устроен лазарет, где лечились раненые.
У меня был какой-то особенный суеверный страх к этому дому, а обстоятельства усилили его. …Мы устроились в среднем этаже, а приёмные комнаты и все комнаты над нами были заняты инвалидами. Их было у нас 150 человек.
После октябрьской революции Александр Илларионович сражался в рядах Добровольческой армии, а ожидавшая ребёнка Анна Ильинична вместе с семьёй золовки графини Ирины Шереметевой жила на даче «Капри» в Ессентуках. Несколько раз им приходилось скрываться, чтобы избежать ареста и расстрела. В своих воспоминаниях Анна Ильинична отмечала:
Подробно обо всех ужасах писать невозможно, столько крови, столько слёз и горя кругом.
Воронцовым-Дашковым удалось покинуть Россию и при отступлении армии из Крыма переправиться в Константинополь. Позднее они на короткий срок вернулись в Грузию, но вскоре были вынуждены уехать во Францию. Не имея достаточных средств к существованию, Анна Ильинична стала светской манекенщицей в Доме моды «Chanel», появляясь в театре и на приёмах в платьях от легендарной француженки.
В августе 1924 года в Париже на рю Колизе № 5 Анна Ильинична открыла собственный Дом моды «Имеди» («Надежда»), клиентками которого были представительницы богатых и известных семей Европы.
Графиня положила начало моды на Грузию. Увлечение Кавказом в начале двадцатых годов стало всеобщим. Журналы рекламировали ткань под названием Tiflis, конкурирующие дома моды шили одежду в стиле caucasien, а в районе Монмартра открывались бесконечные рестораны кавказской кухни.
Позднее семья перебралась в Германию, где Анна Ильинична Воронцова-Дашкова умерла в Берлине 18 апреля 1941 года и была похоронена на кладбище Тегель рядом с мужем.
Воспоминания и письма Воронцовой-Дашковой были опубликованы в журналах «Роман-журнал XXI век» (2003) и «Родина» (2002).

## Дети
от первого брака:
- Марина Иосифовна (1911/1914—1991) — супруга с 1944 года графа Александра Георгиевича Шереметева (1911—1996), внука графа А. Д. Шереметева;
- Вера Иосифовна (1912—2001) — в замужестве Эрдели[8];

От второго брака:
- Илларион Александрович (1918—1973) — с 1944 года женат на Анастасии Хенкель фон Доннерсмарк (1926—1982). Их дети: Александр (1945—2016) и Анастасия (род. 1957);
- Александр Александрович (1922—1952) — служил в Иностранном легионе, скончался от полученных ран. В 1950 году женился на Марии Николаевне Маринович (род. 1925), брак был бездетным и закончился разводом.

## Комментарии
1. ↑  «В те годы в парижских домах моды существовало несколько видов манекенщиц: одни демонстрировали платья непосредственно клиенткам, а другие появлялись в нарядах на приемах, обедах и коктейлях, то есть на значимых светских событиях. Поэтому такие манекенщицы, собственно, и назывались „светскими“» (Оболенский И. В.)
2. ↑  В разных источниках имя супруги князя Илико указывается по-разному. Так, в книге «Дворянские роды Российской империи. Том IV Князья Царства Грузинского» указана княжна Вера (Варвара) Александровна (Аслановна) Вачнадзе (1866—1942), похороненная на кладбище Сент-Женевьев-де-Буа[6]. Но в пояснении перед публикацией в журнале «Родина» Ал. И. Воронцов-Дашков называет её Анной Александровной, урождённой Вачнадзе[7].